# Lya De Putti
Lya De Putti (10 de enero de 1897 – 27 de noviembre de 1931) fue una actriz cinematográfica húngara de la época del cine mudo, conocida por su interpretación de personajes de mujer fatal.

## Primeros años y carrera
Su verdadero nombre era Amália Helena Mária Róza Putti, y nació en Vojčice, Hungría (actualmente parte de Eslovaquia). Era uno de los cuatro hijos de Julius de Putti, oficial de caballería, y su esposa, la antigua Condesa Maria Katarina Hoyos. Tuvo dos hermanos, Geza y Alexander, y una hermana, Mitzi.
Empezó su carrera actuando en el ambiente del vodevil húngaro. Pronto viajó a Berlín donde, tras actuar en el ballet, debutó en el cine en 1918. En 1924 llegó a ser primera bailarina del Teatro Wintergarten de Berlín. 
En esa época fue descubierta por el director alemán Joe May, que la eligió para actuar en The Mistress of the World (título inglés), el primer film de importancia de la actriz. A esta interpretación siguieron actuaciones notables en Manon Lescaut y Varieté (1925). En la última trabajó con Emil Jannings, siendo dirigida por Ewald André Dupont. Ambas fueron producciones Universum Film AG. 
Mientras residía en Alemania, trabajó con actores como Conrad Veidt, Alfred Abel, Werner Krauss, Grete Mosheim, y Lil Dagover, y fue dirigida, entre otros, por F. W. Murnau y Fritz Lang.
La actriz llegó a Estados Unidos en febrero de 1926. Dijo a los periodistas que tenía 22 años de edad, pero los documentos del buque confirmaban que tenía ya cumplidos los 26. En este país De Putti fue generalmente elegida para interpretar personajes de mujer fatal, llevando a menudo su pelo corto y oscuro, con un estilo similar al de Louise Brooks o Colleen Moore. 
De Putti fue una de las protagonistas del film de D. W. Griffith The Sorrows of Satan (1926), que se estrenó en dos versiones, una para Estados Unidos y otra para Europa. En una escena de la versión americana De Putti aparecía vestida, mientras que en la misma escena de la versión europea aparecía en topless.

## Vida privada
Se rumoreó que De Putti estaba unida sentimentalmente al Conde Ludwig Salm von Hoogstraten, anterior marido de la heredera estadounidense Millicent Rogers. Ella negó la relación, y en 1913 se casó con Zoltán Szepessy, un juez de condado. Se divorciaron en 1918 y tuvieron dos hijas, Ilona (n. 1914) y Judith (n. 1916).

## Vuelta a Broadway
Al año siguiente, De Putti fue a Hollywood donde, a pesar de trabajar con actores tan distinguidos como Adolphe Menjou y ZaSu Pitts, no llegó a tener ningún gran éxito. Por ese motivo dejó el cine en 1929 para intentar redirigir su carrera en el ambiente teatral de Broadway. Parte de su relativo fracaso cinematográfico se debía a su acento extranjero, motivo por el cual llegó a viajar a Inglaterra para rodar películas y perfeccionar su inglés. 

## Fallecimiento
En 1931 De Putti fue ingresada en el Harbor Sanitorium de Nueva York para retirarle un hueso de pollo de la garganta. Esta situación se habría agravado con una infección, desarrollando finalmente una pleuritis y una neumonía que acabaron con su vida. La actriz tenía 34 años de edad. Fue enterrada en el Cementerio Ferncliff de Hartsdale, Nueva York.

## Filmografía seleccionada
- Varieté (1925)
- The Informer (1929)